# Leonardo Bonetti
Leonardo Bonetti (Roma, 31 marzo 1963) è un poeta, scrittore, musicista e regista italiano.

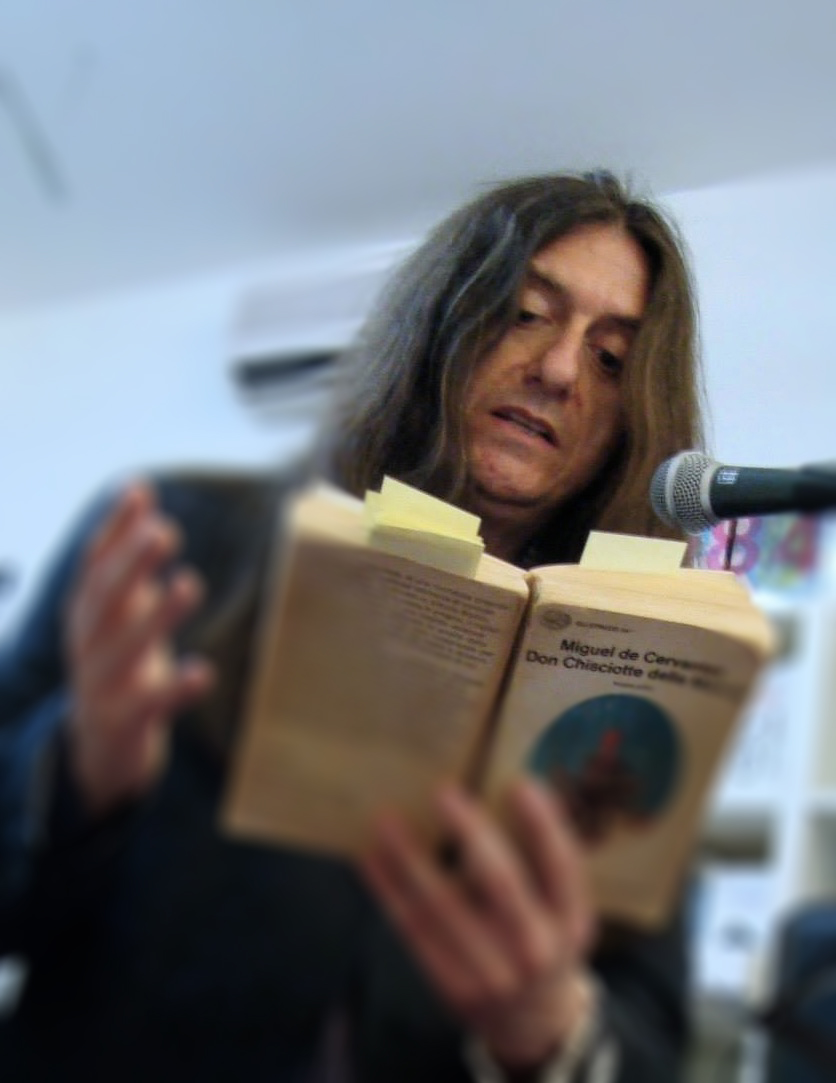
Leonardo Bonetti

Laureato in lettere all'Università La Sapienza di Roma con una tesi dal titolo La metrica della Scapigliatura tra infrazione e tradizione, ha pubblicato su diverse riviste letterarie e cinematografiche tra cui Il Caffè illustrato, L'Illuminista, 451 Via della Letteratura della Scienza e dell'Arte, l'immaginazione, ET Cinematografica, La Gru, Rifrazioni.
Già leader e fondatore di uno dei gruppi storici dell'underground musicale italiano, gli Arpia, nati nel 1984 e ancora attivi, i suoi libri hanno ricevuto importanti riconoscimenti come il Premio Nabokov 2009, il Premio Carver 2011, il Premio di poesia Lorenzo Montano 2012 e il Premio Anna Maria Ortese 2021.
L'opera che lo ha portato all'attenzione dei lettori è il romanzo d'esordio Racconto d'inverno.
Ha scritto e diretto i film Un amore rubato (2016) e Rebeniza, l'ombra del Maestro (2021).

## Opere

### Poesia
- Aguti ispannali, Cultura Duemila Editrice, 1991
- A libro chiuso, Sigismundus, Ascoli Piceno 2012 - nota introduttiva di Antonio Prete - (Premio di poesia Lorenzo Montano 2012)

### Narrativa
- Racconto d'inverno, Marietti Editore, Milano 2009 (Premio Nabokov 2009)
- Racconto di primavera, Marietti Editore, Milano 2010 - nota critica di Walter Pedullà - (Premio Carver 2011)
- Racconto d'estate, Marietti Editore, Milano 2012 - (finalista Premio Celano 2013)
- Una storia immortale,Pequod Edizioni, Ancona 2013
- La quercia nella fortezza, Pequod Edizioni, Ancona 2015
- Una relazione pericolosa, Pequod Edizioni, Ancona 2017
- L'isola che non c'era, Il ramo e la foglia edizioni, Roma 2021 - postfazione di Antonio Prete - (Premio Anna Maria Ortese 2021)

## Audiolibri
- Una storia immortale, Roma, 2018[14]

## Discografia

### Singoli
- Idolo e Crine - Ragazzo Rosso (7"), Arpia, Better Than Them Records, 1992

### Album
- Liberazione, Arpia, Pick Up Records, CD e vinile, 1995
- Terramare, Arpia, Lizard Records, CD, 2006
- Racconto d'inverno, Arpia, Musea, CD, 2009
- de lusioni, Arpia, Boomland Records, CD e vinile, 2021
- Resurrezione e Metamorfosi, Arpia, Boomland Records, vinile, 2022
- Bianco Zero, Arpia, Boomland Records, vinile, 2022
- Concerto al Piper (Roma, 25 febbraio 1988), Arpia, Aua Records, CD (Bootleg), 2024
- Resurrezione e Metamorfosi, Arpia, Aua Records, CD book, 2024
- Bianco Zero, Arpia, Aua Records, CD book, 2024
- Festa Grande, Arpia, Black Widow Records, DVD e doppio CD digipak, 2025

## Filmografia
- Donina (un ritorno) (mediometraggio), 2015[15]
- Un amore rubato (lungometraggio), 2016[16][8]
- Rebeniza, l'ombra del Maestro (lungometraggio), 2021[9][11][13][12]
- Il Prigioniero (cortometraggio), 2022 (Premio Vesuvius Film Festival)[17]
- Il Fuggitivo (cortometraggio), 2023 (Premio della Critica International Film Festival IV edizione)
- Il punto morto (cortometraggio), 2025 (Finalista Asti International Film Festival, Selezione Rome Prisma Film Awards, Impruneta Film Festival)